# サイモン・オーガスタス
サイモン・オーガスタス（Seimone Augustus、女性、1984年4月30日 - ）は、アメリカ合衆国・ルイジアナ州バトンルージュ出身のプロバスケットボール選手である。ポジションはシューティングガード・スモールフォワード。WNBA・ミネソタ・リンクス所属。

## 来歴
ルイジアナ州立大学に進学。ウェードトロフィーやSECプレイヤーオブザイヤーなどタイトルを獲得する活躍を見せる。
2006年、WNBAドラフトで全体1位指名を受け、ミネソタ・リンクスに入団。1年目でリザーブながらオールスターゲームにも選出。同年行われた2006年世界選手権の米国代表に選ばれ銅メダルを獲得。
同年の北京五輪で金メダルを獲得。
ヨーロッパでもディナモ・モスクワ、ガラダサライでプレーしている。
同性愛者であることを公表している。2015年、婚約者のラタヤ・ヴァーナーとハワイで結婚した。

## 経歴

### 大学
- 2005 - 2006：ルイジアナ州立大学

### WNBA
- 2006 - ：ミネソタ・リンクス

### アメリカ国外
- 2006 - 2008：ディナモ・モスクワ
- 2008 - 2009・2010 -　2011 ： ガラダサライ
- 2011 - 2012: WBCスパルタク・モスクワ
- 2013 - : ディナモ・クルスク